# Гордон, Эзра
Эзра Гордон (англ. Ezra Gordon; 1921, Детройт — 2009, Чикаго) — американский архитектор еврейского происхождения. Участник Второй мировой войны.

## Биография
Родился в 1921 году в Детройте, США.
Участвовал во Второй мировой войне, в высадке войск союзников в Нормандии. Демобилизовавшись, помогал снабжать палестинских евреев оружием и боеприпасами. В юности мечтал поселиться в Палестине и строить там еврейское государство. По его словам, был настолько впечатлен средневековой европейской архитектурой, с которой познакомился во время войны, что решил стать архитектором.
Получил степень бакалавра архитектуры в Иллинойсском университете в Урбана-Шампейн в 1951 году. В течение десяти лет работал в различных чикагских фирмах. Открыл свой собственный офис в партнёрстве с Джеком Левином в 1961 году. За более чем 30 лет этой фирмой были спроектированы многочисленные жилые образования, в том числе несколько высотных зданий в центре Чикаго, включая комплекс «Ньюберри Плаза».
Одновременно с проектной работой, с 1972 года вплоть до выхода на пенсию в 1994 году, Эзра Гордон преподавал на кафедре архитектуры Университета Иллинойса в Чикаго.
Умер в 2009 году в Чикаго.